# Samarinda International Airport
Samarinda International Airport (fransk: Aéroport international de Samarinda) (Forkortelse: BSB) er den vigtigste lufthavn i Samarinda der er hovedstad i provinsen Kalimantan Timur i Indonesien. Lufthavnen omtales også som Sungai Siring Airport. Den nye lufthavn skulle afløse Temindung Airport. Det krævede specialtrænede piloter at lande et fly på Temindung, på grund af en vanskelig indflyvning over meget tæt bebygget område.